# János Vajda
Pour les articles homonymes, voir Vajda.
Dans le nom hongrois Vajda János, le nom de famille précède le prénom, mais cet article utilise l’ordre habituel en français János Vajda, où le prénom précède le nom.
János Vajda ([ˈjaːnoʃ], [ˈvɒjdɒ]), né le 7 mai 1827 à Pest et décédé le 17 janvier 1897 à Budapest, était un poète hongrois. 